# Fellipe Mello
Fellipe Mello Rossi (San Paolo, 15 agosto 1987) è un giocatore di calcio a 5 brasiliano, laterale del Copagril.

## Biografia
Anche il fratello Victor è un giocatore di calcio a 5.

## Carriera

### Club
Nel settembre del 2014 riceve la prima convocazione nella Nazionale di calcio a 5 del Brasile. Nel 2017 arriva in Italia, tesserato dal Kaos Reggio Emilia, coon la cui maglia nel maggio successivo è tra i protagonisti della vittoria della Coppa della Divisione.
Passa quindi in Serie A2 alla Sandro Abate, dove vince la Coppa Italia di categoria. A fine stagione fa ritorno in Brasile, accordandosi Copagril.

## Palmarès
- Campionato brasiliano: 2

Sorocaba: 2014
Joinville: 2017
- Coppa del Brasile: 1

Joinville: 2017
- Coppa della Divisione: 1

Kaos: 2017-18
- Campionato di Serie A2 Élite: 1
Petrarca: 2023-24 (girone A)

- Coppa Italia di Serie A2 Élite: 1
Petrarca: 2023-2024

- Coppa Italia di Serie A2: 1

Sandro Abate: 2018-19